# Тулосъярви
Тулосъярви — озеро на территории Коверского сельского поселения Олонецкого района Республики Карелия.

## Общие сведения
Площадь озера — 0,6 км². Располагается на высоте 58,4 метров над уровнем моря.
Форма озера продолговатая: вытянуто с запада на восток. Берега каменисто-песчаные, местами заболоченные.
Из западной оконечности озера вытекает ручей Тулосъярвенеги, втекающий в реку Тигверинеги, которая впадает в реку Пуоройоя, впадающая в Тулоксу.
По центру озера расположен один относительно крупный (по масштабам водоёма) остров без названия.
На западном берегу озера располагается деревня Тулосозеро. К ней ведёт просёлочная дорога от деревни Тигверы, к которой подходит дорога местного значения 86К-188 («Новинка — Тигвера»).
Код объекта в государственном водном реестре — 01040300211102000014589.